# La Boissière-de-Montaigu
La Boissière-de-Montaigu ist eine französische Gemeinde mit 2.295 Einwohnern (Stand: 1. Januar 2022) im Département Vendée in der Region Pays de la Loire. Sie gehört zum Arrondissement La Roche-sur-Yon und zum Kanton Montaigu-Vendée. Die Bewohner werden Boissiériens und Boissiériennes genannt.

## Geographie
La Boissière-de-Montaigu befindet sich im nördlichen Teil des Départements, etwa 36 Kilometer nordöstlich von La Roche-sur-Yon und etwa 40 Kilometer südöstlich von Nantes in der Région naturelle Bocage vendéen.
Im Süden begrenzt der Fluss La Grande Maine die Gemeinde. An diesem Fluss wurde in den Jahren 1992–1993 der Staudamm La Bultière gebaut, der die Schaffung eines bedeutenden Wasserreservoirs für Trinkwasser ermöglichte. Der andere Wasserlauf, der im ansonsten flachen Gemeindegebiet ein kleines Tal gegraben hat, ist der Ruisseau de la Lignée, der das Gemeindezentrum durchquert, anschließend ebenfalls zu einem kleinen See gestaut wird und südlich bei le Pont Léger in die Grande Maine mündet.
Umgeben wird La Boissière-de-Montaigu von den Nachbargemeinden Treize-Septiers im Norden und Nordwesten, Les Landes-Genusson im Osten und Nordosten, Bazoges-en-Paillers im Südosten, Chavagnes-en-Paillers im Süden und Südwesten sowie Montaigu-Vendée im Westen und Nordwesten.

## Geschichte
Prähistorische ZeitViele polierte Äxte wurden vor vielen Jahren entdeckt, ein Zeichen dafür, dass dort bereits in prähistorischen Zeiten Menschen lebten. Dies wurde durch die Entdeckung von Tonscherben aus der Zeit zwischen 3500 und 2800 v. Chr. bestätigt, dank Untersuchungen des örtlichen Vereins, der Association Intercommunale du Champ des Pierres (AICP).
Gallo-römische ZeitEs wurden auch Spuren aus der gallo-römischen Zeit festgestellt, insbesondere bei Verbindungswegen. Einer befand sich im Norden der Stadt in der Nähe des Baches Asson, die andere verlief entlang der Grande Maine über die Dörfer Châtelier und Maison Neuve.
Schlösser und WohngebäudeIm 16. Jahrhundert war La Boissière vom Baronat Montaigu abhängig. Im gesamten Gebiet der Gemeinde wurden zahlreiche Schlösser errichtet, darunter das Schloss Asson und das Schloss Puyravault. Aber auch Häuser wurden gebaut, La Rallière, La Fortécuyère, La Pinsonnière.
Religionskriege und die der VendéeWährend der Religionskriege kämpfte Boissière trotz des Widerstands einiger Herren, wie in Asson, für den Protestantismus. Im Jahr 1622 stationierte König Ludwig XIII. Truppen in La Boissière, nachdem ein Teil der Bevölkerung rebelliert hatte. Am 11. März 1793, mitten im Vendée-Krieg, stürmten Aufständische aus La Boissière mit Hilfe einiger Einwohner der umliegenden Städte das damals republikanische Montaigu. Im selben Jahr wurde Boissière dem Terror der Republikaner und der Royalisten ausgesetzt. In den Landes von Puy Doré, im Bois des Brosses und auf dem Friedhof kam es zu Massakern. Nach diesen tragischen Ereignissen war die Zahl der zu Tode gekommenen Menschen enorm. Tatsächlich betrug die Einwohnerzahl vor den Vendée-Kriegen 1100 Einwohner, im Jahr 1802 waren es nur noch 360.
19. und 20. JahrhundertDas 19. Jahrhundert war das Jahrhundert des Wiederaufbaus. Das Dorf Pont Léger und das Stadtzentrum profitierten von dieser Dynamik. 1850 wurde die Kirche zu klein. Diese wurde abgerissen, um eine andere wieder aufzubauen, die 1916 fertiggestellt wurde. Die erste Hälfte des 20. Jahrhunderts war von zwei Kriegen geprägt. Während des Ersten Weltkriegs kehrten 108 junge Männer nicht zurück. Fünf erlitten während des Zweiten Weltkriegs das gleiche Schicksal. Die zweite Hälfte des 20. Jahrhunderts war geprägt von der Modernisierung und dem Bau zahlreicher städtischer Gebäude, Wohnsiedlungen und Gewerbegebiete.

## Bevölkerungsentwicklung

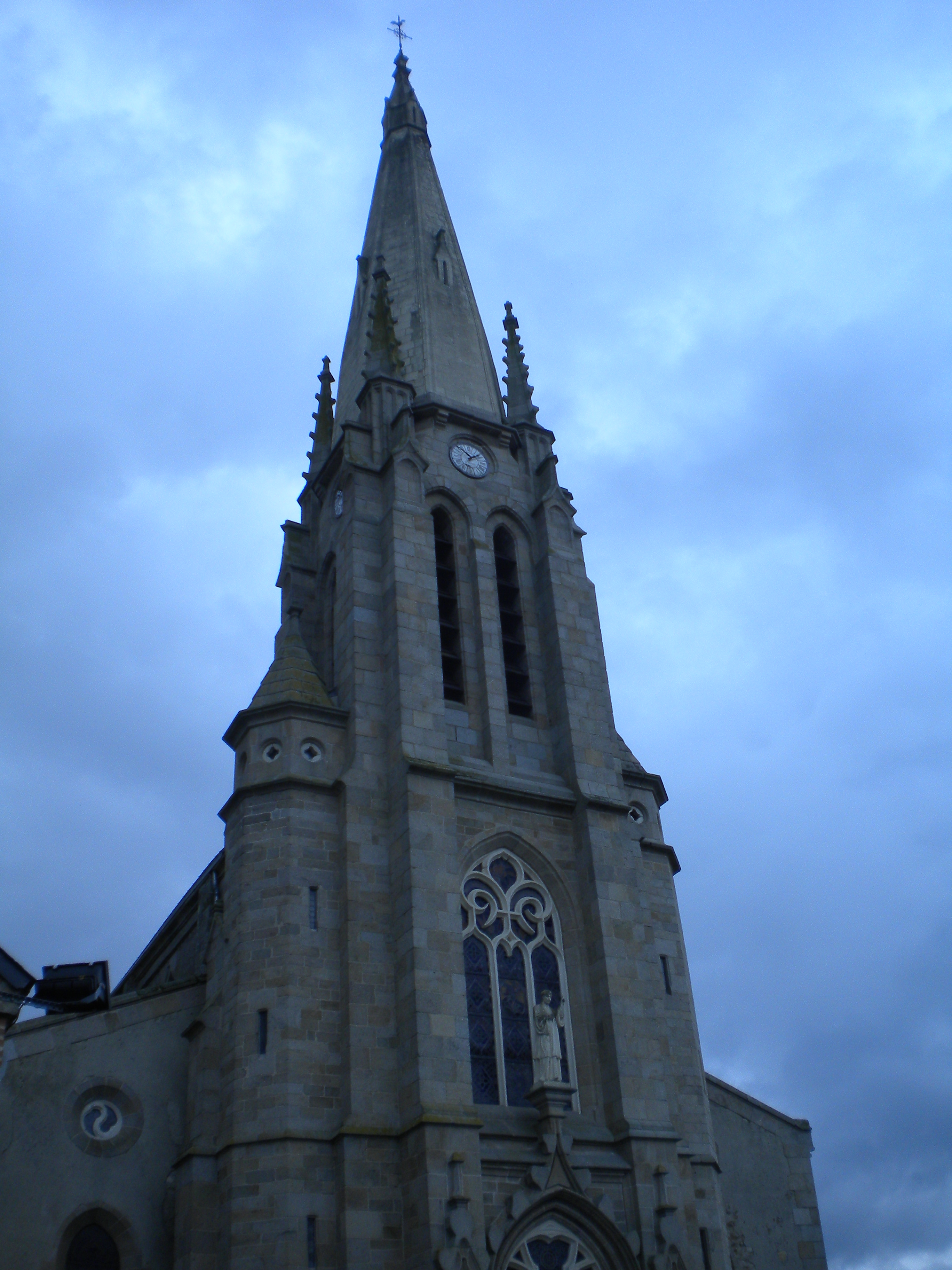
Kirche Notre-Dame de l’Assomption

| Jahr                      | 1962 | 1968 | 1975 | 1982 | 1990 | 1999 | 2006 | 2012 | 2020 |
| Einwohner                 | 1453 | 1383 | 1430 | 1500 | 1584 | 1568 | 1908 | 2200 | 2276 |
| Quelle: Cassini und INSEE |      |      |      |      |      |      |      |      |      |

## Sehenswürdigkeiten
- Kirche Notre-Dame de l’Assomption aus dem Jahr 1916
- Schloss Asson aus dem 15. und 18. Jahrhundert, seit 1986 in Teilen als Monument historique eingeschrieben